# Кемпа-Пйотравінська
Кемпа-Пйотравінська (пол. Kępa Piotrawińska) — село в Польщі, у гміні Лазіська Опольського повіту Люблінського воєводства.
Населення — 76 осіб (2011).

## Демографія
Демографічна структура станом на 31 березня 2011 року:
|          | Загалом | Допрацездатний вік | Працездатний вік | Постпрацездатний вік |
| -------- | ------- | ------------------ | ---------------- | -------------------- |
| Чоловіки | 35      | 6                  | 28               | 1                    |
| Жінки    | 41      | 10                 | 24               | 7                    |
| Разом    | 76      | 16                 | 52               | 8                    |